# Nombre semi-premier
En arithmétique, un nombre semi-premier ou bi-premier ou 2-presque premier, est le produit de deux nombres premiers non nécessairement distincts.

## Exemples
Les dix premiers termes de la suite des nombres semi-premiers (suite A001358 de l'OEIS) sont 4, 6, 9, 10, 14, 15, 21, 22, 25 et 26.
Depuis octobre 2024, le plus grand nombre semi-premier connu, (2136 279 841 – 1)2, est logiquement le carré du plus grand nombre premier connu qui est le nombre premier de Mersenne M136 279 841. Ce carré a plus de 82 millions de chiffres décimaux.
Autre exemple d’entier semi-premier (de 77 chiffres), égal au produit de deux nombres premiers (de 39 chiffres) :
| | 274 088 763 931 248 322 232 049 782 021 491 931 297                                                    |
| {\displaystyle \times }                                                                            | 311 308 798 372 988 658 323 947 274 256 567 473 279                                                    |
| __________________________________________________________________________________________________ | |
| {\displaystyle =}                                                                                  | 85 326 243 746 974 670 153 961 518 671 236 155 104 307 268 843 837 764 068 855 340 064 757 151 312 863 |

## Propriétés
Tous les nombres semi-premiers sont déficients, sauf 6 qui est parfait.

## Application
Les nombres semi-premiers sont couramment utilisés en cryptologie en tant que clé publique pour le système RSA, parce qu'il est difficile de factoriser un grand nombre semi-premier.

Des couleurs ont été ajoutées à ce message pour mieux distinguer les différentes parties, mais le message réel n'en comportait pas.

En 1974, le message d'Arecibo a été envoyé sous la forme d'un signal radio vers un amas d'étoiles. Il se composait de 1679 bits destinés à être interprétés comme une image binaire de 23 pixels sur 73. Le nombre 1679, égal à 23 fois 73, a été choisi car il est semi-premier et ne peut donc être arrangé en une image rectangulaire que de deux manières distinctes : 23 lignes et 73 colonnes ou 73 lignes et 23 colonnes.